# Mónica Castillo
Mónica María de Lourdes Castillo del Castillo Negrete, conocida como Mónica Castillo (Ciudad de México, 14 de febrero de 1961) es una artista que ha incidido en varias disciplinas de las artes visuales, así como en la educación, la participación, la gestión y administración de instituciones artísticas. Fue fundadora y directora de la licenciatura de artes visuales en la Escuela Superior de Artes de Yucatán (ESAY) en Mérida, Yucatán. En 2011, fue nominada para el Premio Nacional de Ciencias y Artes por parte del Instituto Nacional de las Mujeres (INMUJERES) en México.

## Biografía
De 1979 a 1985, estudia pintura en la Academia Estatal de Artes Plásticas de Stuttgart, Alemania. De 2007-2010, estudia la maestría en el Instituto “Art in context”, con especialización en “Arte para grupos específicos” de la Universidad de las Artes en Berlín, Alemania.
Su trayectoria como artista se ha centrado en problemas de representación y de la imagen, abordados a través de narrativas biográficas (la emancipación de la educación cultural de género, de raza, de clase social y política) y tomando como temas la comida y el autorretrato como “representación de lo mismo”.
“Cuadro Blanco” es considerada su última obra pictórica, realizada del 2002-2007 (la representación mimética de la textura del lienzo sobre el lienzo mismo), como el cierre de esta investigación. Posterior a realizar una carrera por casi 20 años en el medio artístico comercial-curatorial, funda y dirige la licenciatura de artes visuales en la Escuela Superior de Artes de Yucatán (ESAY) en Mérida, Yucatán (2004 a 2007).
Desde 2010 hasta la fecha, se dedica a la organización de situaciones de aprendizaje y creación colectivas en contextos específicos. Destacan entre ellas:
- “Völkerball” (2009-2014)[5]
- “el grito” (2013)
- “Boomerang, Tercer encuentro de Espacios Independientes" en La Quiñonera, Ciudad de México.[6]
- “Congreso Internacional sobre Educación de Artes Visuales” en la Escuela Nacional de Pintura, Escultura y Grabado (ENPEG) “La Esmeralda”, Ciudad de México (2013)
- “Inventar el futuro. Construcción Política y Acción Cultural” V Encuentro de Investigación y Documentación de Artes Visuales. Palacio de Bellas Artes, Ciudad de México (2013)
- "Plan de Estudios Utópico" dentro de la exposición "Jardín Academus", Museo Universitario de Arte Contemporáneo (MUAC), en 2010.[7]

También ha expuesto individualmente en el National Museum for Women in the Arts, Washington, EE. UU. (2008), en el Museo de Arte Moderno de la Ciudad de México (MAM) (2004), en el Museo Sofía Imber, Caracas, Venezuela (1998), en el Memorial de América Latina, Sao Paulo, Brasil (1997) entre otros. 
Desde el año 2014, participa junto con los artistas Jaime Ruiz Martínez y Alex White Mazzarella en Lugar Común-Nueva patria AC, iniciativa vecinal autoorganizada que hace cultura desde la colonia suburbana de Patria Nueva, municipio de Pueblo Nuevo en Oaxaca de Juárez.
Desde el 1996 hasta la fecha, ha dado clases intermitentemente en la ENPEG, “La Esmeralda”. De 2011 a 2014, coordinó las Clínicas de Especialización en Arte Contemporáneo de “La Curtiduría” en Oaxaca, México. Fue dos veces becaria del programa de Jóvenes Creadores y también ha sido dos veces beneficiaria del Sistema Nacional de Creadores de Arte del Fondo Nacional para la Cultura y las Artes (FONCA). En 2011, fue nominada para el Premio Nacional de Ciencias y Artes por parte del Instituto Nacional de las Mujeres (INMUJERES) en México.
Conceptos actuales de su interés: plástica social, autoorganización , no-profesionalización, públicos y contextos específicos, convivialidad , educación no formal , micropolítica  Archivado el 12 de julio de 2018 en Wayback Machine., iniciativas antisistémicas .
Entre sus obras más relevantes como artista se encuentran: el video “Efectos pictóricos” de la serie “Hombres Pintados” (2000-2002), las obras “Autorretrato en tareas”, “Autorretrato con otra persona”, “Autorretrato Anatómico” y “Autorretrato I y II”, de la serie “Autorretratos”, (1999-2000) y “La carne de Cristo”, “La sopa nacional” y “El pelo en la sopa” de la serie “El menú” (1986-1987). Asimismo, entre sus proyectos participativos destacan: la investigación sobre educación y prácticas participativas que bordean experimentos psicosociales “Völkerball (Jugar a los Quemados) (2007-2014) y “Beuys y la acción social”, (concepción y organización de las conferencias realizadas en el Centro Cultural Tlatelolco, sobre el concepto beuysiano de "Plástica Social") impartidas por Johannes Stüttgen, misma que Castillo tradujo posteriormente del alemán al español (2012).

## Catálogos
- MEDINA, C. (1994) Mónica Castillo, salvavidas bajo su piel/ lifevest under your skin. México: Galería OMR.
- MEDINA, C., MELLADO J.P. [año no identificado] Mónica Castillo, yo es un otro. E.U.A.: Smart Art Press.
- LOZANO, L.M, NAVARRETE S., NAHAS D., JAEGGI U. (2004) Mónica Castillo, 1993-2004. México: CNCA, Instituto Nacional de Bellas Artes y Museo de Arte Moderno.

## Textos críticos
- MEDINA, C. (1993) “Caras Vemos/ Seeing Faces” en Mónica Castillo, salvavidas bajo su piel/ lifevest under your skin. México: Galería OMR p. 5-10.
- TIBOL, R. (1994) Mónica Castillo: El autorretrato como desollamiento, en Cultura y Espectáculos, revista Proceso, 31 de octubre de 1994.
- MEDINA, C. [año no identificado] “La duplicidad que es un rostro/ The duplicity that is a face” en Mónica Castillo, yo es un otro. México: Smart Art press y Galería OMR. p. 9-39.
- PASTOR MELLADO, J. (1994) “Instrucciones de uso/ User’s manual” en Mónica Castillo, yo es un otro. México: Galería OMR. 1994, p. 43-65.
- SANCHEZ, O. Mónica Castillo. La elección de la anatomía, en Art Nexus, Bogotá, núm. 23, marzo de 1997.
- ARRIOLA, M. Mónica Castillo. Museo Carrillo Gil", en Art Nexus, núm. 27 Bogotá, enero-marzo, 1998.
- SNEIDER, E. M. Face to Face", en ARTNews, Estados Unidos, junio de 1998.
- LOZANO, L. M. (2004) “Mónica Castillo en el Museo de Arte de México” en Mónica Castillo/ 1993-2004 México: CNCA, Instituto Nacional de Bellas Artes y Museo de Arte Moderno. p. 9-23.
- NAVARRETE, S. (2004) “Una cara cualquiera/ An ordinary face” en Mónica Castillo/ 1993-2004 México: CNCA, Instituto Nacional de Bellas Artes y Museo de Arte Moderno. p. 25-43.
- NAHAS, D. (2004)“Repite conmigo: más real que lo real. Monica Castillo 1993-2004/ Repeat After Me: Realer tan Real. Monica Castillo, 1993-1994” en Mónica Castillo/ 1993-2004 México: CNCA, Instituto Nacional de Bellas Artes y Museo de Arte Moderno. p. 45-58.
- JAEGGI, Urs. “La herida. El silencio/ The wound. The silence” en Mónica Castillo/ 1993-2004 México: CNCA, Instituto Nacional de Bellas Artes y Museo de Arte Moderno. p. 61-57.

## Videos
- “Mónica Castillo: el ocio” Entrevista parte I para tvunam. Youtube https://www.youtube.com/watch?v=8yQPcbBizxg [consulta: 17 de abril de 2016]
- “Mónica Castillo” Entrevista por Lilia Insúa 26 de dic 2016. Vímeo https://vimeo.com/115435102 [consulta: 17 de abril de 2016]